# Aedes argyrothorax
Aedes argyrothorax är en tvåvingeart som beskrevs av Bonne-wepster och Cornelis Bonne 1919. Aedes argyrothorax ingår i släktet Aedes och familjen stickmyggor. Inga underarter finns listade i Catalogue of Life.